# Saser Kangri II
Der Saser Kangri II ist ein Berg im Saser Muztagh, einem Gebirgsmassiv im indischen Teil des Karakorum.
Der Saser Kangri II bildet den zweithöchsten Berg im Saser Muztagh sowie den 47. höchsten Berg der Erde. Er besitzt zwei Gipfel: Saser Kangri II Ost (7518 m) und Saser Kangri II West (7511 m). Der Abstand der beiden Gipfel beträgt 460 m, die Schartenhöhe 151 m.
Der Westgipfel des Saser Kangri II wurde zuerst 1953 durch Nawang Gombu aus einer indisch-japanischen Seilschaft bestiegen. Der Ostgipfel wurde am 24. August 2011 von Mark Richey, Steve Swenson und Freddie Wilkinson erstbestiegen. Bis zu diesem Zeitpunkt war der Ostgipfel des Saser Kangri II der zweithöchste noch unbestiegene Berg der Erde.

## Einzelnachweise

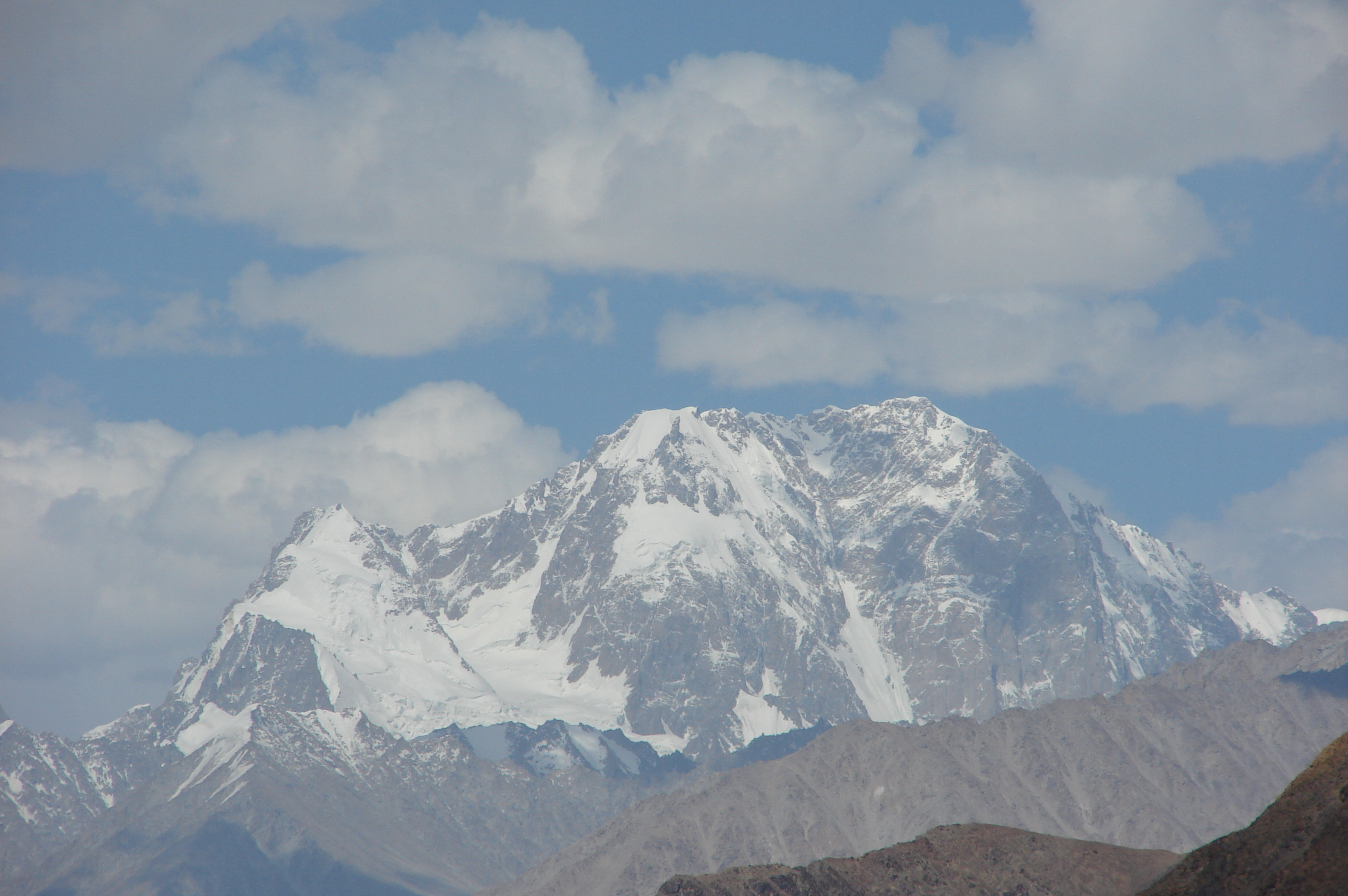
Saser Kangri II, von oberhalb Wachan (S von Hunder) aus gesehen, Distanz etwa 50 km